# Биро за изгубљене ствари
Биро за изгубљене ствари је српски филм из 2008. године. Светислав Бата Прелић је написао сценарио и режирао овај филм.
Филм је премијерно приказан 27. фебруара 2008. године.

## Радња
Ово је филм о генерацији која је изгубила време. Бави се проблемима урбаних, образованих људи, заглављених у времену од младости до сазревања. Главни јунаци филма су у потрази за љубављу, инспирацијом, могућностима да створе неки свој свет. Свесни да припадају генерацији која не успева да се снађе у вртлогу 90-их, бране се сопственом креативношћу и покушавају да на тај начин нађу одговоре на низ питања која су им тако сурово наметнута.
Група релативно младих (30-35 година), факултетски образованих, паметних, урбаних људи, чија је младост уништена у догађањима приликом распада Југославије, у закашњелој је потрази за својим идентитетом. Двојица су писци, јунакиња се бави езотеријом, један је археолог, а сви су незапослени. Свјесни да припадају изгубљеној генерацији, свако од њих је у потрази за изгубљеним временом, надама и љубавима.

## Улоге
| Глумац             | Улога      |
| ------------------ | ---------- |
| Јелена Илић        | Селена     |
| Андреј Шепетковски | Маги       |
| Синиша Убовић      | Петар      |
| Миодраг Кривокапић | Карло      |
| Бојан Лазаров      | Џојстик    |
| Александар Ђурица  | Рале       |
| Боба Латиновић     | Шехерезада |
| Зоран Ћосић        | Јерковић   |
| Марина Воденичар   | Сандра     |
| Свјетлана Кнежевић | Љиља       |